# Petropavlovsk (nave da battaglia 1911)
La nave da battaglia Petropavlovsk (in russo Петропавловск) è stata una corazzata monocalibro della Classe Gangut. Il nome evoca l'Assedio di Petropavlovsk, principale operazione militare nel teatro dell'Oceano Pacifico durante la Guerra di Crimea.

## Petropavlovsk

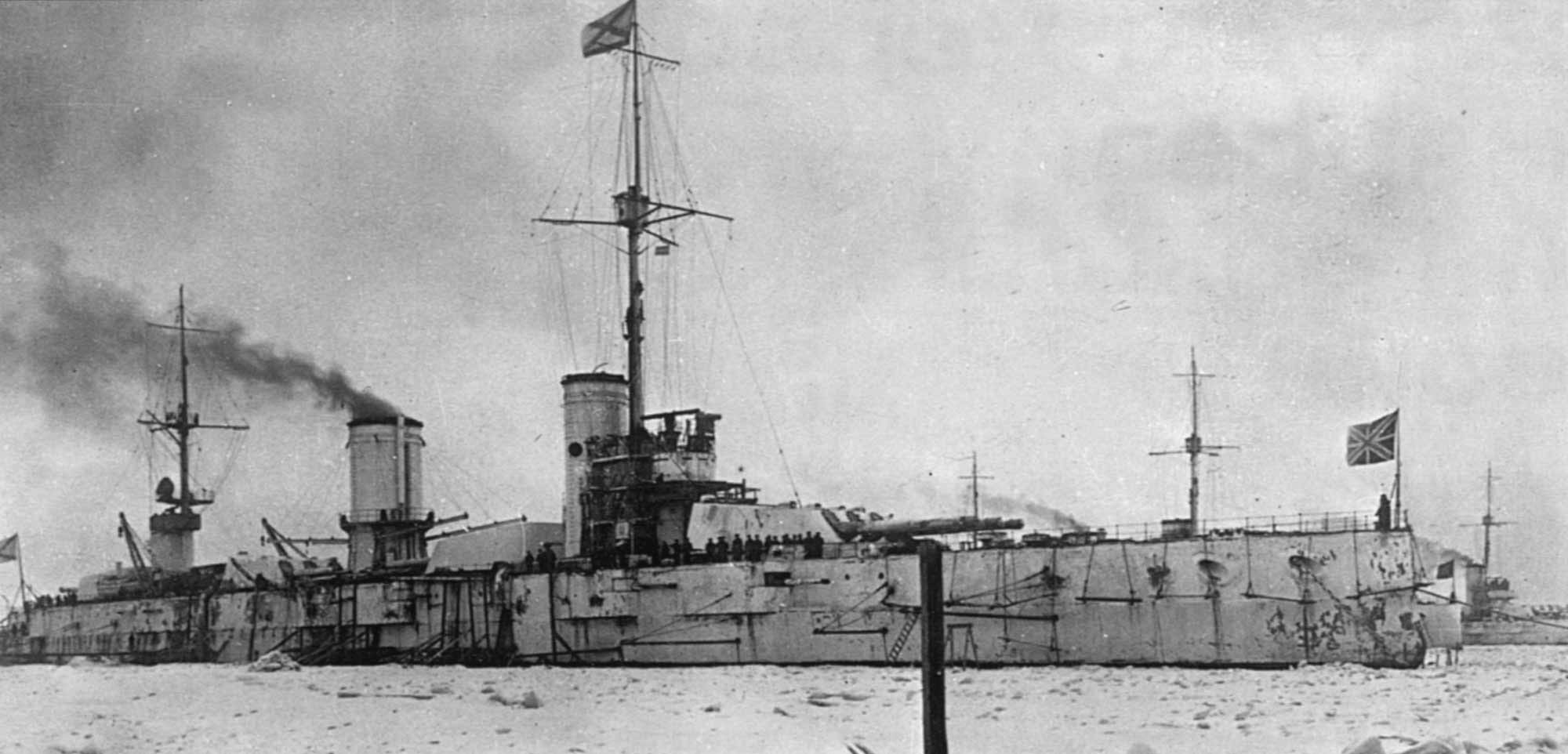
Il Petropavlovsk a Helsinki

La sua costruzione avvenne nei cantieri del Baltico di San Pietroburgo, dove il suo scafo venne impostato il 16 giugno 1909. La nave, varata il 27 agosto 1911 entrò in servizio nella Marina Imperiale Russa il 4 novembre 1914, assegnata alla Flotta del Baltico di base a Helsingfors allora città dell'Impero russo.
Nel corso della prima guerra mondiale l'unica azione rilevante fu la sua partecipazione alla battaglia del golfo di Riga nell'agosto del 1915. Alcuni marinai del suo equipaggio presero parte alla guerra civile finlandese schierandosi con la Guardia Rossa contro la Guardia Bianca. In seguito alla rivoluzione russa entrò a far parte della RKKF la nuova Marina sovietica e nel 1918 venne trasferita a Kronštadt, da dove fu impegnata nelle operazioni navali della campagna britannica nel mar Baltico.

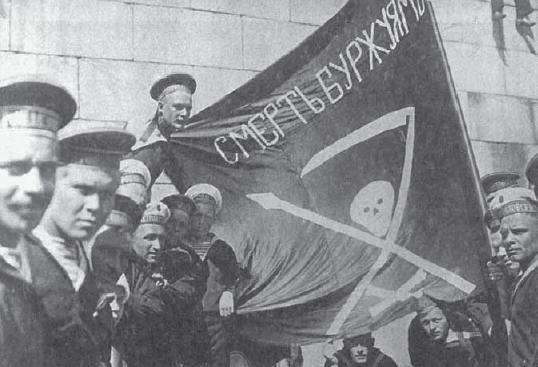
Il Petropavlovsk durante la Rivolta di Kronštadt

Tra i componenti del suo equipaggio c'era l'ingegnere Stepan Maksimovič Petričenko che durante la guerra civile fu alla guida della Repubblica Sovietica di Naissaar e della Rivolta di Kronštadt alla quale all'inizio del 1921 prese parte l'equipaggio della corazzata. Dopo la repressione della rivolta l'equipaggio fuggì in Finlandia.

## Marat
Il 31 marzo 1921 la nave, che il 18 agosto 1919 era stata danneggiata a Kronštadt da un attacco di motosiluranti britanniche, dopo le riparazioni, il 31 marzo 1921 venne rimessa in servizio e ribattezzata Marat (Марат) in onore del rivoluzionario francese Jean Paul Marat.

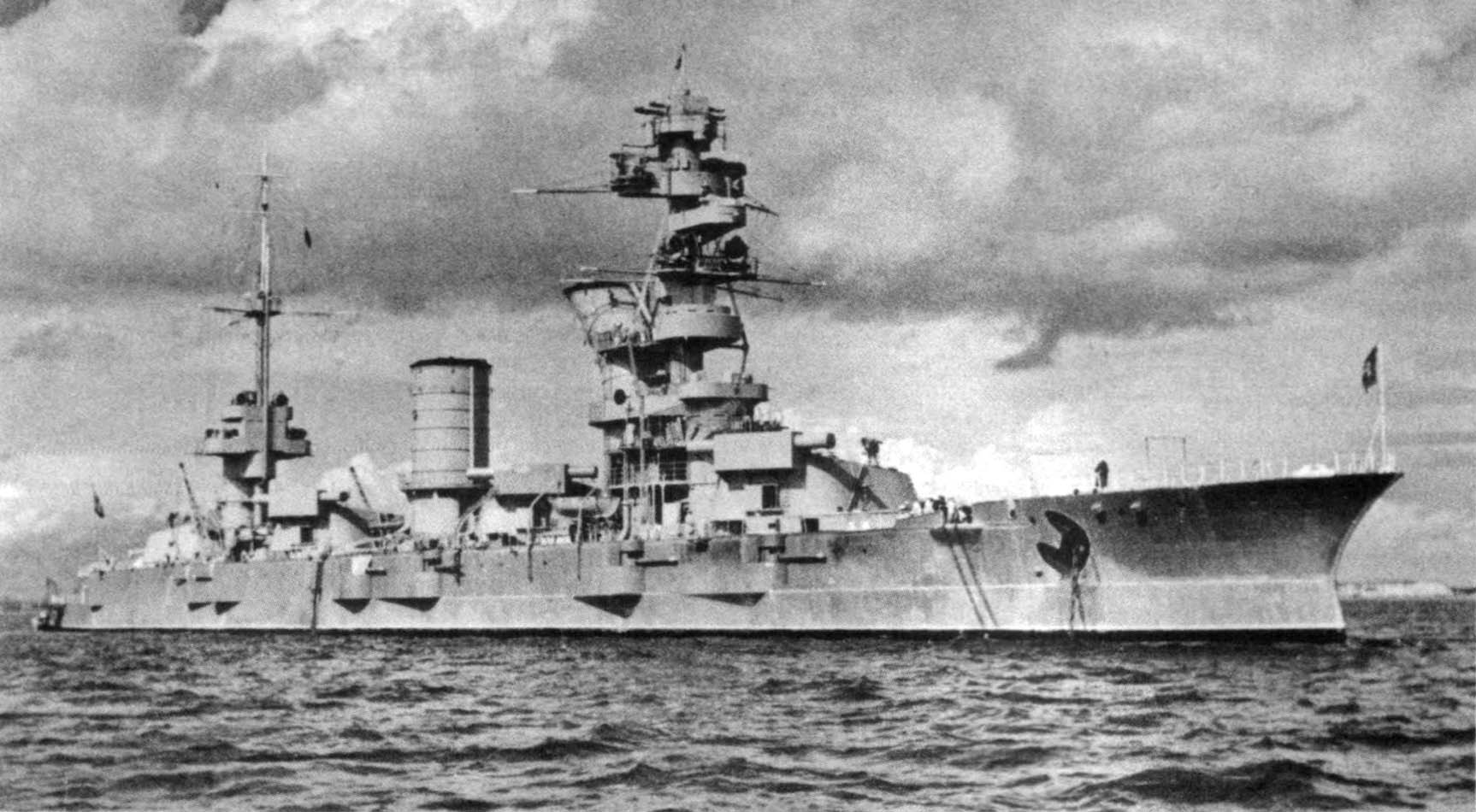
Il Marat nel 1939

Tra il 1928 e il 1931 il Marat venne sottoposto a radicali lavori di ammodernamento nei Cantieri del Baltico di Leningrado. Nel corso dei lavori venne rialzata la sovrastruttura, con il complesso plancia-torrione completamente ricostruito e il fumaiolo prodiero inclinato, l'armamento antiaereo implementato e l'apparato propulsore notevolmente incrementato di potenza, con le caldaie trasformate per bruciare nafta, le motrici a espansione sostituite con turbine a vapore ed una catapulta sopra la terza torre da 305/52mm per il lancio di un idrovolante.
Dal 10 maggio al 5 giugno 1937 il Marat si recò nel Regno Unito, dove il 12 maggio rappresentò l'Unione Sovietica alla Rivista Navale di Portsmouth, in occasione dell'incoronazione di Re Giorgio VI.
Nel corso della seconda guerra mondiale, il 23 settembre 1941 venne colpito da una bomba ad alto potenziale sganciata da un bombardiere in picchiata Ju 87 Stuka della tedesca Luftwaffe pilotato da Hans Ulrich Rudel appena fuori del porto di Kronštadt. Il bombardamento causò notevoli danni, distruggendo la torre prodiera, il ponte, il primo fumaiolo e provocando lo sfondamento dello scafo con conseguente allagamento. L'unità venne portata in acque basse, riparata alla meglio ed utilizzata come batteria antiaerea galleggiante nella difesa di Leningrado.
Il 31 maggio 1943 tornò ad essere ribattezzato con il vecchio nome Petropavlovsk.

## Progetto 27
Per la ricostruzione dell'unità venne progettato un programma denominato "Progetto 27" che ne prevedeva un ampio ammodernamento. L'apparato motore avrebbe visto ridurre il numero di caldaie da 22 a 16 mantenendo la stessa potenza. L'armamento sarebbe stato modificato con l'eliminazione della terza torre trinata da 305/52mm, con un incremento dell'armamento antiaereo, che nella nuova configurazione avrebbe visto la sostituzione dei cannoni da 120mm con 8 torri binate da 130/50mm, i cannoni da 76,2/55mm sostituiti con 6 torri binate da 85/52mm, i cannoni da 45/46mm sostituiti da 15 torrette binate da 37/67mm e l'eliminazione dei tubi lanciasiluri. Il programma venne però annullato.

## Volchov
Dopo la guerra venne rimesso a galla e le riparazioni furono completate. Il 28 novembre 1950 venne rimorchiato a Leningrado, ribattezzato Volchov (волxов) Volkhov ed utilizzato per compiti addestrativi. Radiato nel 1952 venne demolito nel 1954.